# Bugsted
Bugsted: Back to the Moon é um curta de minissérie de animação em 2013, criada por Victor M. Lopez, Pepe Sanchez e Juancho Carrillo, produzido pela Vodka Capital (VDK), em co-produção com a Televisa Home Entertainment e Aníma Estudios. Ele estreou no Disney XD em 02 de junho de 2014 durante os comerciais.

## Sinopse
Em setembro de 2012, uma amostragem sonda espacial da Lua acidentalmente trouxe um Bugsted de volta à Terra. Essa viagem estressante, inesperada preso no módulo de espaço ativa o seu mecanismo de defesa, que conduz à chegada de centenas de Bugsteds no nosso planeta. Encalhado na Terra, tornando-se sua missão de voltar à Lua.

## Características técnicas
- Formato: 13 episódios de 60-90 segundos cada

- Gênero: Comédia

- Objectivo: 8-12 anos

- Técnica: 2D e 3D CGI

## Personagens
Os personagens principais da série são Jab voltar à Lua e Skills Vertigo, Montana, Emo, Jummpa, Panzer, Bommba, Juanito, Mole, Bolha, Míssil, Tornado, Sharky e Quaka. Eles não podem viver um sem o outro, mas também não pode deixar de ser egoísta e jogar partidas em uns aos outros constantemente. As diferentes fases da lua mudar sua personalidade para melhor ou pior. Estes três amigos não falam, mas pode se comunicar através de sons, gestos e ações.
Emo: A lua era um animal de partido, mas quando ele veio para a terra e descobriu a saga crepúsculo ficou totalmente fascinado com o emo universo, e ele se tornou um tipo muito introspectivo. Ele é o mais inteligente e por que ele é o líder, mesmo se ele não está olhando.
Vertigo: Ela é loucamente apaixonado por Emo, embora ele não retorna seus sentimentos. Ela desmaia cada vez que você tocá-lo.
Montana: Este é o fim Bugsted espectador. Ele pode destruir os obstáculos com seu estrategista de habilidades.

## Episódios
| Temporada | Temporada | Episódios | Exibição original    | Exibição original    | Exibição no Brasil   | Exibição no Brasil | Exibição no México    | Exibição no México    |
| Temporada | Temporada | Episódios | Estreia de temporada | Final de temporada   | Estreia de temporada | Final de temporada | Estreia de temporada  | Final de temporada    |
| --------- | --------- | --------- | -------------------- | -------------------- | -------------------- | ------------------ | --------------------- | --------------------- |
|           | 1         | 13        | 5 de agosto de 2013  | 21 de agosto de 2013 | 2 de junho de 2014   | 2 de junho de 2014 | 13 de janeiro de 2014 | 29 de janeiro de 2014 |

### 1ª Temporada (2013)
| #  | Título                       | Exibição original                                             | Código |
| -- | ---------------------------- | ------------------------------------------------------------- | ------ |
| 1  | "Bug Rocket"                 | 5 de agosto de 2013 2 de junho de 2014 13 de janeiro de 2014  | 101    |
| 2  | "Bubble Moon"                | 6 de agosto de 2013 2 de junho de 2014 14 de janeiro de 2014  | 102    |
| 3  | "Tex Mex"                    | 7 de agosto de 2013 2 de junho de 2014 15 de janeiro de 2014  | 103    |
| 4  | "Houston, We Have a Problem" | 8 de agosto de 2013 2 de junho de 2014 16 de janeiro de 2014  | 104    |
| 5  | "Extreme Challenge"          | 9 de agosto de 2013 2 de junho de 2014 17 de janeiro de 2014  | 105    |
| 6  | "Bugenstein"                 | 12 de agosto de 2013 2 de junho de 2014 20 de janeiro de 2014 | 106    |
| 7  | "Art Attack"                 | 13 de agosto de 2013 2 de junho de 2014 21 de janeiro de 2014 | 107    |
| 8  | "Minigolf"                   | 14 de agosto de 2013 2 de junho de 2014 22 de janeiro de 2014 | 108    |
| 9  | "Abbugction"                 | 15 de agosto de 2013 2 de junho de 2014 23 de janeiro de 2014 | 109    |
| 10 | "Thy Fly"                    | 16 de agosto de 2013 2 de junho de 2014 24 de janeiro de 2014 | 110    |
| 11 | "Too Late"                   | 19 de agosto de 2013 2 de junho de 2014 27 de janeiro de 2014 | 111    |
| 12 | "Tsunami"                    | 20 de agosto de 2013 2 de junho de 2014 28 de janeiro de 2014 | 112    |
| 13 | "Bugrace"                    | 21 de agosto de 2013 2 de junho de 2014 29 de janeiro de 2014 | 113    |